# Lamarque-Rustaing
Lamarque-Rustaing – miejscowość i gmina we Francji, w regionie Oksytania, w departamencie Pireneje Wysokie.
Według danych na rok 1990 gminę zamieszkiwały 52 osoby, a gęstość zaludnienia wynosiła 19 osób/km² (wśród 3020 gmin regionu Midi-Pyrénées Lamarque-Rustaing plasuje się na 1011. miejscu pod względem liczby ludności, natomiast pod względem powierzchni na miejscu 1665.).